# União das Freguesias de Vilaça e Fradelos
Die União das Freguesias de Vilaça e Fradelos ist eine portugiesische Gemeinde (Freguesia) im Kreis (Concelho) Braga, Distrikt Braga, im Nordwesten Portugals.

## Geschichte
Die Gemeinde entstand im Zuge der Gebietsreform vom 29. September 2013 durch die Zusammenlegung der ehemaligen Gemeinden Vilaça und Fradelos.
Vilaça wurde Sitz der neuen Verwaltung.

## Demographie

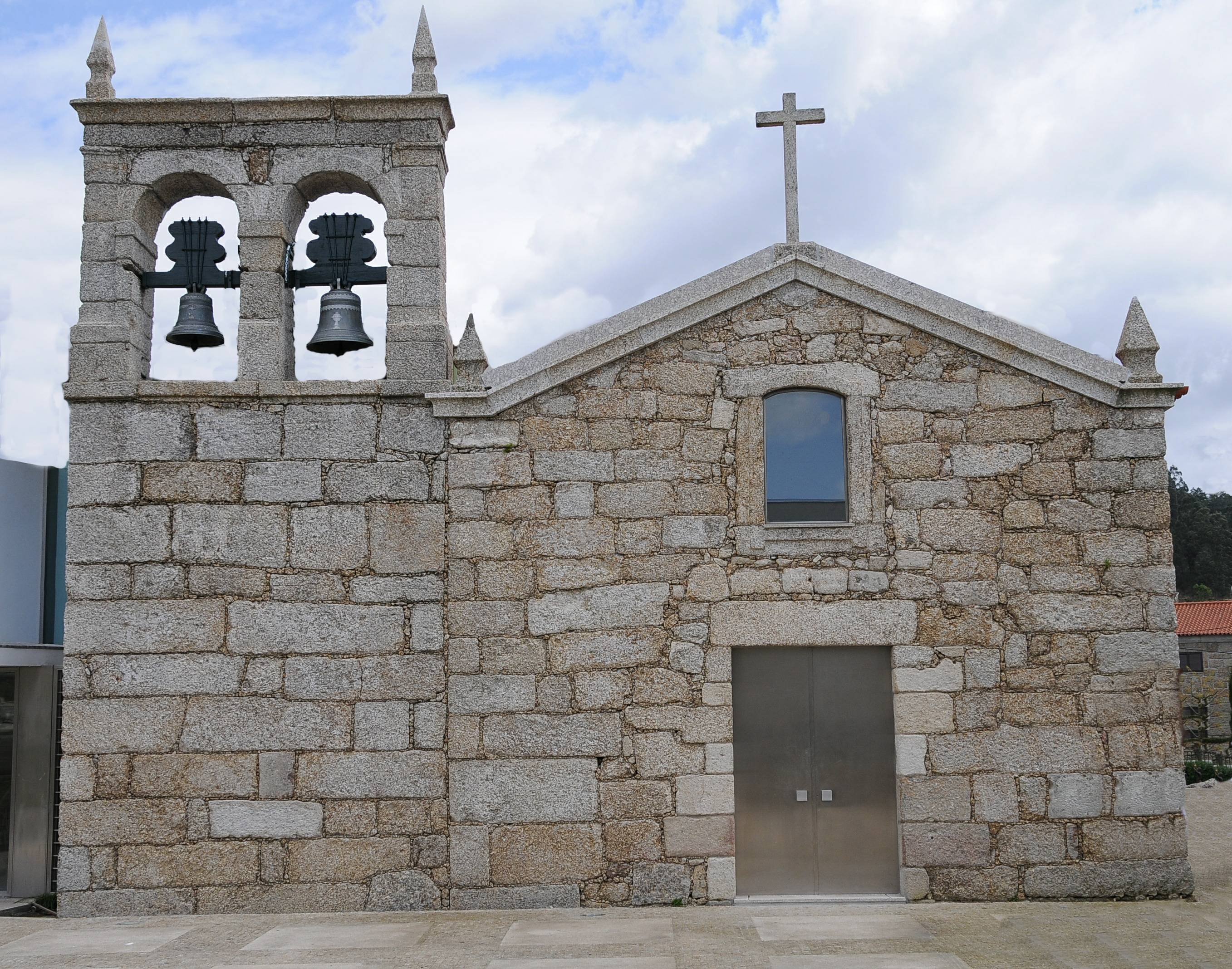
Pfarrkirche von Fradelos

| Freguesia | Freguesia         | Freguesia | Freguesia       | ehemalige Freguesias | ehemalige Freguesias | ehemalige Freguesias | ehemalige Freguesias |
| --------- | ----------------- | --------- | --------------- | -------------------- | -------------------- | -------------------- | -------------------- |
| Wappen    | Freguesia         | Einwohner | Fläche in (km²) | Wappen               | Freguesia            | Einwohner            | Fläche in (km²)      |
|           | Vilaça e Fradelos | 1552      | 2,8             |                      | Vilaça               | 793                  | 1,57                 |
|           | Vilaça e Fradelos | 1552      | 2,8             | Fradelos             | 788                  | 1,23                 |                      |